# Gid Tanner
James Gideon Tanner (né le 6 juin 1885 Thomas Bridge près de Monroe - 13 mai 1960 Dacula, Géorgie) est un musicien américain connu pour être un violoneux et un pionnier de la musique country et notamment du style old-time music. Son groupe, les Skillet Lickers sera l'un des plus innovants et influençant des années 1920-1930.

## Biographie
Gid Tanner grandit dans un milieu rural et apprend à jouer du fiddle à l'âge de 14 ans. Il acquiert rapidement une bonne réputation de musicien dans l'État de Géorgie. Il participe à plusieurs concours souvent aux côtés de son principal rival Fiddlin' John Carson.
Tanner et Puckett voyagèrent jusqu'à New York en mars 1924 pour réaliser une première série d'enregistrements audio pour la Columbia Records. Le premier enregistrement du groupe Skillet Lickers fut le titre Hand Me Down My Walking Cane, fait à Atlanta le 17 avril 1926. Il sera édité par Columbia sur un disque avec la chanson Watermelon On the Vine. Le groupe enregistra par la suite plus de 100 chansons pour Colombia avant sa séparation en 1931. Trois ans plus tard, le groupe se reforme et les enregistrements reprennent pour Bluebird Records. Tanner arrêta les enregistrements en 1934.
La plupart des chansons enregistrées provenaient du répertoire populaire de musique bluegrass. Parmi les plus connues, Alabama Jubilee, Shortnin' Bread, Old Joe Clark, Casey Jones, John Henry, Bully of the Town, Bile Them Cabbage Down, Cotton-Eyed Joe, Fly Around My Pretty Little Miss, Soldier’s Joy, Bonaparte's Retreat, Leather Breeches, Four Cent Cotton et leur plus grand succès : Down Yonder.
Après sa mort en 1960, les petits-enfants et arrière-petits-enfants de Tanner continuèrent à jouer la musique des Skillet Lickers. Gid Tanner & The Skillet Lickers furent introduits au Georgia Music Hall of Fame en 1988.
L'artiste Bob Dylan récrira et jouera une version de la chanson de Gid Tanner Down on Tanner's Farm, renommée New York Town.
- Cripple Creek par Gid Tanner et ses Skillet Lickers

## Discographie

### 78 tours
Tanner enregistra de nombreux titres pour Columbia et d'autres labels affiliés, Bluebird, Victor, His Master's Voice (Inde), Regal (Angleterre), Regal Zonophone (Australie), Montgomery Ward, et Vocalion.

### Enregistrements après-guerre
- Gid Tanner; Gordon Tanner; Phil Tanner's Skillet Lickers : Skillet Licker Music 1955-1991: The Tanner Legacy - Global Village CD-310 (1997)

### Remasterisation
- Gid Tanner & the Skillet Lickers : eponymous - RCA Victor EPA-5069 (1958)
- Gid Tanner & His Skillet Lickers : eponymous - Folk Song Society of Minnesota 15001-D (1962)
- The Skillet Lickers : Vol. 1 - County 506 (196?)
- The Skillet Lickers : Vol. 2 - County 526 (1973)
- Gid Tanner & His Skillet Lickers : Hear These New Southern Fiddle and Guitar Records - Rounder 1005 (1973)
- Gid Tanner & His Skillet Lickers : The Kickapoo Medicine Show - Rounder 1023 (197?)
- Gid Tanner & the Skillet Lickers : eponymous - Vetco LP-107 (197?)
- The Skillet Lickers : A Day At the Country Fair: Early Country Comedy - Old Homestead OHCS-145 (1985)
- Gid Tanner & His Skillet Lickers : Early Classic String Bands Vol. 3 - Old Homestead OHCS-193 (1990)
- Gid Tanner & His Skillet Lickers : A Corn Licker Still in Georgia - Voyager VRLP-303 (197?), reissued as VRCD-303 (1997)
- The Skillet Lickers : Old-Time Fiddle Tunes and Songs from North Georgia - County CD-3509 (1996)
- The Skillet Lickers : Complete Recorded Works In Chronological Order Volume 1: 1926-1927 - Document DOCD-8056 (2000)
- The Skillet Lickers : Complete Recorded Works In Chronological Order Volume 2: 1927-1928 - Document DOCD-8057 (2000)
- The Skillet Lickers : Complete Recorded Works In Chronological Order Volume 3: 1928-1929 - Document DOCD-8058 (2000)
- The Skillet Lickers : Complete Recorded Works In Chronological Order Volume 4: 1929-1930 - Document DOCD-8059 (2000)
- The Skillet Lickers : Complete Recorded Works In Chronological Order Volume 5: 1930-1934 - Document DOCD-8060 (2000)
- The Skillet Lickers : Complete Recorded Works In Chronological Order Volume 6: 1934 - Document DOCD-8061 (2000)